# Cudoniopsis
Cudoniopsis es un género de hongos de la familia Sclerotiniaceae. Es un género monotípico cuya única especie es Cudoniopsis pusilla.